# Mae-shima
Mae-shima (前島) est une des îles Kerama dans l'archipel Nansei au Japon dans l'océan Pacifique.
D'un point de vue administratif, elle fait partie du district de Shimajiri dans la préfecture d'Okinawa.
L'île s'étend sur 1,60 km2 et comptait 4 habitants en 2010 dans le village de Tokashiki (渡嘉敷村, Tokashiki-son).